# Monteforte d’Alpone
Monteforte d'Alpone (velenceiül Monteforte d'Alpon) település Olaszországban, Veneto régióban, Verona megyében. Lakosainak száma 8932 fő (2023. január 1.). Monteforte d’Alpone Montecchia di Crosara, Soave, San Bonifacio és Gambellara községekkel határos.

## Népesség
A település népességének változása:
| Lakosok száma | 8939 | 8917 | 8932 |
|               | 2017 | 2018 | 2023 |